# Риверс, Филипп
Филипп Майкл Риверс (англ. Philip Michael Rivers, род. 8 декабря 1981 года) — американский профессиональный игрок в американский футбол, выступающий на позиции квотербека в клубе Национальной футбольной лиги «Сан-Диего Чарджерс». На студенческом уровне выступал за команду университета штата Северная Каролина. В 2004 году на драфте НФЛ был выбран под четвёртым общим номером клубом «Нью-Йорк Джайентс», которые обменяли его в «Чарджерс» на первый номер драфта Илайа Мэннига. По окончании 2014 года пасовый рейтинг Риверса составлял 95,7, что является четвёртым показателем в истории НФЛ среди всех квотербеков, сделавших как минимум 1500 попыток паса. Он также занимает четвёртую строчку в списке квотербеков, выходивших подряд в стартовом составе.
Первоначально Риверс являлся запасным квотербеком «Чарджерс», у которых в основе выходил Дрю Брис. Однако по окончании сезона 2005 года Брис перешёл в «Нью-Орлеан Сэйнтс» и Филипп стал стартовым квотербеком и в дебютном для сезоне в качестве игрока основы привёл «Чарджерс» к результату 14-2 в регулярном чемпионате. Он также помог своей команде впервые с 1994 года одержать победу в плей-офф и довёл «Чарджерс» до финальной игры в Американской футбольной конференции. За свою карьеру Риверс совершил 20 камбэков в четвёртых четвертях, последний из которых произошёл 20 декабря 2014 года, когда он помог команде одержать победу над «Сан-Франциско Форти Найнерс» со счётом 38:35.